# Giorgio Almirante
Giorgio Almirante (Salsomaggiore Terme, 1914. június 27. – Róma, 1988. május 22.) olasz politikus. Az egykori szélsőjobboldali Olasz Szociális Mozgalom főtitkára, meghatározó politikusa volt, a pártot társaival együtt a Salói Köztársaság restaurálása miatt hoztak létre, emellett a Nemzeti Fasiszta Párt tagja volt.

## Életrajza

### Családja és gyerekkora
Almirante egy molisei arisztokrata család leszármazottja: az Almirante család 1691-től hosszú ideig Cercepiccola hercegei voltak. A rokonságában számos színész volt. Édesapja Mario Almirante némafilm rendező volt. Édesapja munkája miatt Almirante 10 éves korára bejárta egész Olaszországot, a család később Torinóban és végül Rómában telepedett le.

### Fiatalkora és újságírói pályafutása
A torinói Liceo Classico Vincenzo Gioberti gimnáziumban érettségizett, érettségi után a fasiszta szellemiségű Il Tevere napilapnál lesz újságíró. Egyetemista korábban a GUF (Fasiszta Egyetemisták Csoportja) tagja lesz. 1932. október 28-án a fasiszták Rómába való menetelésének 10. évfordulójára megtartották a Fasiszta Forradalom Kiállítását. Ekkor lelkes aktivistája volt a Fiatal Fasiszta Mozgalomnak is.
Ezekben az években vált a Duce és a fasizmus elkötelezett hívévé, amit később sem tagadott meg. 1937-ben bölcsészkaron diplomázott. Az Il Teverenél továbbra is dolgozott, a lap főszerkesztőjévé nevezték ki, ezt a tisztséget a lap 1943-as megszűnéséig megtartotta. 1938-ban számos olasz értelmiségi és művésszel együtt aláírta az antiszemita fajvédelmi-törvényt, 1938 és 1942 között a La diffesa della razza (Fajvédelem) című rasszista szellemiségű kéthetente megjelenő magazin munkatársa volt.

### Második világháború
A második világháború kitörésekor Giorgio Almirantet Szardíniára küldték tartalékos tisztnek. Később haditudósítója volt a Camicie Nere líbiai akcióinak, és harcolt a sivatagi háborúban. Haditudósítóként a fasiszta retorika helyett a rideg és tömör fogalmazást választotta. Sollum és Sidi Barrani településeknél levő harcban való helytállása miatt Hadi Keresztet kapott.

### Olasz Szociális Köztársaság idején
1943 szeptemberében létrehozta Mussolini a Salói Köztársaságot, amin belül Giorgio Almirantet besorozták a Nemzeti Gárdába mint parancsnokot. 1944. április 30-án a Fernando Mezzasoma vezette Népkulturális Minisztérium köztisztviselője lett.

### Háború utáni időszak és az Olasz Szociális Mozgalom alapítása
A második világháború után illegalitásba került, 1946. december 26-án Almirante részt vett Rómában az Olasz Szociális Mozgalom alapító ülésén. 1947. június 15-én először lett a párt főtitkára.
1947-ben az ő vezetése alatt részt vett a párt a római helyhatósági választásokon. Szeptember 17-én pártgyűlés volt a Piazza Ungherian, amit ellenzéki politikusok hiúsítottak meg, mivel rátámadtak a színpadon. A lincselést csak a rendőrség akadályozta meg. A politikai légkör ekkoriban nagyon ellenséges volt a jobboldallal szemben. Október 10-én a Piazza Coronán rendezett gyűlésen ismét lincselés történt, a rendőrség tehetetlen volt, a lincselés után meghalt Pasquale Lugini a Nemzeti Fasiszta Párt egykori Rieti-i titkára. A választásokon a párt 3 önkormányzati tanácsost tudott delegálni, akik a kereszténydemokraták jelöltjét Salvatore Rebecchinit támogatták.

### Parlamenti tevékenysége
1948-ban Almirante a Képviselőház tagja lett, azonban pártjával szemben még ekkoriban is jellemző volt az ellenséges fogadtatás, főleg a kommunista párt aktivistái részéről.
1950-ben leváltották főtitkári posztjából és a párt baloldali szárnyának vezetője Augusto De Marsanich lett a főtitkár
1952 májusában Almirante részt vett Triesztben a Trieszti Szabad Állam elleni tüntetésen, ami jugoszláv, amerikai és brit ellenőrzés alatt állt.
1954 januárjában a párt Viareggióban tartott kongresszusán ellenezte a mérsékelt, polgári szellemiségű Arturo Michelini főtitkári kinevezését. A párt 1960-as 6. Genovában tervezett kongresszusát lefújta, mert a városban az ellenzéki politikai pártok aktivistáinak tiltakozó tüntetése erőszakos összecsapássá fajult, amit a rendvédelmi erők nem tudtak megfékezni. Ekkoriban az Olasz Szociális Mozgalom a Tambroni-kormány tagja volt.
1963-ban a párt római kongresszusán Almirante vezette a párt baloldali szárnyát, Michelinivel szemben, ám a kongresszuson Almirante vesztett. 1965-ben a párt Pescarában tartott kongresszusán nézeteltérése volt Pino Roumaldival, aki külön jelöltette magát, de Almirante megkérte Michelinit, hogy a párt főtitkári posztjáért induljanak együtt, így Michelini lett ismét a párt főtitkára.

### Második főtitkári ideje (1969-1987)

#### A kettős politikai időszaka
Augusto Michelini halála után felvetődött, hogy főtitkárnak nevezzék ki Giovanni Robertit a Cisnal szakszervezet vezetőjét, de Giorgio Almirantera esett a választás, aki 1969. június 29-én lett másodjára is a párt főtitkára. Almirante jelöltségét a Michelinit követő mérsékelt szárnyon belül rossz szemmel nézték. Almirante főtitkári kinevezésével visszatért a pártba a keményvonalas Pino Rauti az Ordine Nuovo (Új Rend) nevű mozgalmával. Azután hogy Michelini ideje alatt a párt nem mozdult sehova, úgy Almirante döntött a párt ideológiai és szervezeti átalakításán.
Ekkortól lett jellemző a kettősség (doppiopetto) politika: egyszerre meg akarta tartani a párt fasiszta szellemi örökségét és nyitni akart az olasz belpolitikai életben is.
Almirante így írta le stratégiáját:
"Az Olasz Szociális Mozgalom nem totalitárius, hanem megtartja a sokszínű Államot, amely felettébb való a pártnál, nem nosztalgikus, hanem modern; nem nacionalista, hanem európapárti és nem reakciós-konzervatív, hanem társadalmilag haladó.

#### Népszerűség időszaka
1970-ben Olaszországban létrehozták a régiókat, mint közigazgatási egységeket a székhelyeikkel együtt. Calabriában felháborodást okozott, hogy a régió székhelyének Catanzarót akarták kialakítani, szemben a hagyományosan népesebb és kereskedelmileg jelentősebb Reggio Calabriával. A felháborodásból tüntetés lett Reggio Calabriában és hamarosan a párt aktivistái is megjelennek akik a Boia chi molla fasiszta kifejezést mondják és a városban harc kezdődik a tüntetők és a rendvédelmi erők közt, amely csak 1971 februárjában csitul el.
Az 1971-es szicíliai regionális választásokon a párt 16,3%-ot érve el a második lesz és megelőzi a kommunistákat és a szocialistákat is. A sikerben közrejátszott, hogy a déli tartományokban a balközép pártok kereszténydemokratákkal való koalíciója meghiúsult és a Kereszténydemokrata Pártnak csökkent a népszerűsége.

#### A feszültségkeltés stratégiája (strategia della tensione) időszaka
1974 tavaszán Almirante a közelgő válást lehetővé törvény eltörléséről szóló ügydöntő népszavazás kapcsán a válás eltörlése mellett foglalt állást. Ezzel az állásfoglalásával a párt vezetőségének döntő többsége nem értett egyet.
1974 májusában a Bresciában Piazza della Loggián elkövetett merénylet és az Italicus vonat ellen elkövetett 1974. augusztusi merénylet után elvetették a parlamenten kívüli jobboldali szervezetek bekebelezésének stratégiáját. Almirante meg volt győződve róla, hogy a merényleteket a titkosszolgálatok közreműködésével a kereszténydemokraták kérésére hajtották végre. Almirante elismerte ugyanakkor, hogy a szélsőjobboldali szervezetek is érintettek a merényletben, még a saját pártjának aktivistái is:
Hogy vannak-e köztünk is erőszakos emberek? Vannak, el kell ismernem, sok fiatalban, akik közel állnak hozzánk és akik velünk vannak, elégedetlenek a helyzettel és fellázadnak a rendem és az irányvonalam ellen.
1978-ban készülve az 1979-es európai parlamenti választásokra megalapította az Eurodestra nevű európai szélsőjobboldali pártszövetséget, amelyben spanyol és francia szélsőséges pártok is csatlakoztak.
Az 1970-es évek második felében az egyre súlyosabbá váló terrorizmus kapcsán a halálbüntetés bevezetését sürgette az emberölést elkövető terroristákkal szemben. Az abortusz ellen kampányolt az ezt lehetővé tevő 1981-es ügydöntő népszavazás kapcsán.

#### A párt kiközösítésének vége
1983-ban Bettino Craxi többször is személyesen kért tőle tanácsot, kormányalakításhoz és személyesen találkoztak többször is, amit Almirante úgy értékelt, hogy megszűnt a párt kiközösítése. Az Olasz Szociális Mozgalom támogatta a Craxi-kormány néhány intézkedését: jóváhagyták a televíziós piac liberalizálását (amely Silvio Berlusconi vállalkozónak kedvezett elsősorban). Innentől kezdve – az Olasz Kommunista Pártot kivéve – mindegyik párt tárgyalásokat kezdeményezett velük.
1987-ben Almirante egészségügyi okokra hivatkozva lemondott a párt főtitkári posztjáról, utódja Gianfranco Fini lett, aki addig a párt ifjúsági szervezetének, a Fronte della Gioventúnak volt a vezetője. 1988. május 22-én agyvérzés miatt meghalt.

## Bírósági eljárások és konfliktusok személye körül
- 1947-ben a náci csapatokkal való kollaborálás miatt ítélték el,[18] ugyanebben az évben 12 hónapra bűntették meg a fasizmus miatti bocsánatkérésről szóló törvény (apologia del fascismo) megsértése miatt. A törvény elfogadása után ugyanis a közelgő római helyhatósági választások miatt a Piazza Colonnan gyűlést tartott az Olasz Szociális Mozgalommal.

### Bűnsegédlet vádja a peteanói merénylet ügyében
1972. május 31-én a Friuli Venezia-Giuliában található Sagrado település Peteano részén merényletet követtek el, amiben 3 csendőr halt meg. A nyomozás során kiderült, hogy a merénylet elkövetői a az Új Rend nevű neofasiszta terrorszervezet tagjai voltak: Ivano Boccaccio, Carlo Cicuttini (aki az MSI helyi tagja is volt) és Vincenzo Vinciguerra terroristák voltak. Vinciguerra 1982-es tanúvallomásában azt állította, hogy Almirante 35 ezer dollárnyi összeget küldött Carlo Cicuttini terroristának aki a párt helyi képviselője és a merénylet egyik kitervelője volt, Cicuttini a merénylet után Spanyolországba szökött, ám 1983-ban elfogták a helyi rendőrség emberei és kiadták Olaszországnak.
Cicuttini és Vinciguerra szerezte be a bombához szükséges anyagokat, Vinciguerra pedig annak a telefonhívásnak a kitervelője volt, amivel a csendőröket tőrbe csalták. Az ő hangja azután lett beazonosítva, hogy az Olasz Szociális Mozgalom egy gyűlésén lejátszották a hangfelvételt, amin Vinciguerra beszélt a csendőrökkel. 1986 júniusában nyilvánosságra kerültek olyan bizonyítékok, amelyek egy bilbaoi bank 35 ezer dollárnyi pénzátutalását igazolták. Ezt követően Almirantet és Enzo Pascoli goriziai ügyvédet beidézték az ügyészségre, ahol a 2 terroristával való bűnsegédlettel vádolták őket. Almirante, aki ekkoriban képviselő és szenátor is volt már mentelmi joga miatt nem volt büntethető.

## Fordítás
- Ez a szócikk részben vagy egészben  a   Giorgio Almirante című olasz Wikipédia-szócikk ezen változatának fordításán alapul.  Az eredeti cikk szerkesztőit annak laptörténete sorolja fel. Ez a jelzés csupán a megfogalmazás eredetét és a szerzői jogokat jelzi, nem szolgál a cikkben szereplő információk forrásmegjelöléseként.